# Raoul Bellanova
Raoul Bellanova, né le 17 mai 2000 à Rho en Italie, est un footballeur international italien, qui évolue au poste d'arrière droit à l'Atalanta Bergame.

## Biographie

### Milan AC
Né à Rho en Italie, Raoul Bellanova est formé au Milan AC, où il est souvent surclassé avec les équipes de jeunes. En janvier 2019, Raoul Bellanova s'engage avec le club français des Girondins de Bordeaux, qu'il rejoint à la fin de la saisonaprès avoir prolongé son contrat pour que l'AC Milan. Le club italien gagne lors de cette opération une plus-value sur son transfert qui est estimé à environ un million d'euro.

### Bordeaux
Raoul Bellanova rejoint donc les Girondins de Bordeaux à l'été 2019. Il joue donc son premier match en professionnel avec le club français, lors de la première journée de la saison 2019-2020 de Ligue 1 face au SCO d'Angers. Il est titularisé à son poste de prédilection, mais alors que Bordeaux mène au score, Angers égalise et finit par remporter la partie (3-1).

### Prêts
En manque de temps de jeu à Bordeaux où il ne s'est jamais réellement imposé, Raoul Bellanova est prêté avec option d'achat à l'Atalanta Bergame le 30 janvier 2020.
Le 24 septembre 2020, Bellanova est prêté pour une saison au Delfino Pescara.
Le 31 août 2021, il est prêté pour une saison au Cagliari Calcio.
En fin de saison, l'option d'achat est levée et il est alors lié avec le club sarde jusqu'en juin 2026.
Le 6 juillet 2022, Raoul Bellanova rejoint l'Inter Milan sous la forme d'un prêt d'une saison avec option d'achat,.
Bellanova joue son premier match pour l'Inter le 30 août 2022, lors d'une rencontre de championnat face à l'US Cremonese. Il entre en jeu à la place de Denzel Dumfries et son équipe s'impose par trois buts à un.

### Torino FC
Le 1er juillet 2023, Raoul Bellanova quitte définitivement Cagliari pour s'engager en faveur du Torino FC. Il signe un contrat de quatre ans, soit jusqu'en juin 2027.

### Retour à l'Atalanta Bergame
Le 22 août 2024, Raoul Bellanova fait son retour à l'Atalanta Bergame, signant un contrat de cinq ans, soit jusqu'en juin 2029.

### En équipe nationale
Avec les moins de 17 ans, il participe à deux reprises au championnat d'Europe des moins de 17 ans, en 2016 puis en 2017. Lors de l'édition 2016, il joue trois matchs, délivrant une passe décisive face à l'Espagne. Lors de l'édition suivante, il ne joue qu'un seul match, face à la Turquie, mais réussit à nouveau à délivrer une passe décisive.
Avec les moins de 19 ans, il participe au championnat d'Europe des moins de 19 ans en 2018. Il joue cinq matchs lors de ce tournoi. Il s'illustre en délivrant deux passes décisives, contre le Portugal en phase de groupe, puis contre la France en demi-finale. Les joueurs italiens s'inclinent en finale face au Portugal après prolongation.
Par la suite, avec les moins de 20 ans, il dispute la Coupe du monde des moins de 20 ans en 2019. L'Italie se fait éliminer en demi-finale face à l'Ukraine, rencontre à laquelle il participe.
Il est retenu dans la liste des 26 joueurs italiens du sélectionneur Luciano Spalletti pour participer à l'Euro 2024.

## Palmarès

### En club
Inter Milan
- Supercoupe d'Italie (1)
  - Vainqueur : 2022.
- Coupe d'Italie (1)
  - Vainqueur : 2023.
- Ligue des champions
  - Finaliste : 2023.

### En sélection nationale
Italie -19 ans
- Championnat d'Europe des moins de 19 ans
  - Finaliste : 2018.